# Cleora godeffroyi
Cleora godeffroyi là một loài bướm đêm trong họ Geometridae.